# Schismatothele lineata
Espèce
Synonymes
- Epipedesis solitarius Simon, 1889
- Psalistops solitarius (Simon, 1889)

Schismatothele lineata est une espèce d'araignées mygalomorphes de la famille des Theraphosidae.

## Distribution
Cette espèce est endémique du Venezuela. Elle se rencontre vers Caracas.

## Description
La femelle décrite par Guadanucci et Weinmann en 2014 mesure 24,3 mm.

## Publication originale
- Karsch, 1879 : « Arachnologische Beitrage. » Zeitschrift für die gesammten Naturwissenschaften, vol. 52, p. 534-562.